# K Киля
О звезде k Киля см. HD 81101

K Киля (K Car) — звезда в созвездии Киля.
K Киля — белая карликовая звезда главной последовательности спектрального класса А с видимой звёздной величиной +4.72. Расстояние до Земли составляет 259 световых лет. На территории России не наблюдается, видна только в южном полушарии или очень близко к экватору в северном полушарии (южнее 18 градусов северной широты). Звезда видна невооружённым глазом людям с хорошим зрением при ясной погоде.